# Mannövattungen
Mannövattungen is een rotseiland annex zandbank behorend tot de Lule-archipel. Mannövattungen ligt ten noordwesten van het eiland Mannön, heeft geen oeververbinding en is onbebouwd.
De Lule-archipel ligt in het noorden van de Botnische Golf en hoort bij Zweden.